# جون تايلور كارولين
جون تايلور كارولين (بالإنجليزية: John Taylor of Caroline) (و. 1753 – 1824 م) هو سياسي، ومحامي من الولايات المتحدة الأمريكية . ولد في مقاطعة كارولاين . تولى منصب عضو مجلس الشيوخ الأمريكي .
وهو عضو في الحزب الجمهوري الديمقراطي .
توفي في مقاطعة كارولاين .

## روابط خارجية
- جون تايلور كارولين على موقع الموسوعة البريطانية (الإنجليزية)